# Danh sách quốc gia theo lượng cà phê xuất khẩu

Bản đồ các quốc gia xuất khẩu cà phê lớn trên thế giới:
r (màu xanh lục đậm): Cà phê vối
m (màu xanh lam): Cà phê vối và cà phê chè
a (màu vàng): Cà phê chè

Dưới đây là danh sách những nước xuất khẩu cà phê hàng đầu thế giới. Sản lượng của các nước này chiếm tới 88% sản lượng cà phê xuất khẩu của cả thế giới. Trong đó riêng sản lượng của Brasil đã chiếm tới hơn 30%. Tổng sản lượng của ba quốc gia đứng đầu là Brasil, Việt Nam và Colombia nhiều hơn tất cả các nước khác cộng lại.

## Nhóm 20 nước năm 2020
| Hạng | Quốc gia          | Số lượng bao | Tấn       | Pound         |
| ---- | ----------------- | ------------ | --------- | ------------- |
| 1    | Brasil            | 45.342.000   | 2.720.520 | 5.985.613.000 |
| 2    | Việt Nam          | 27.500.000   | 1.691.000 | 3.630.284.000 |
| 3    | Colombia          | 11.600.000   | 696.000   | 1.531.200.000 |
| 4    | Indonesia         | 6.850.000    | 411.000   | 904.200.000   |
| 5    | Ethiopia          | 6.500.000    | 390.000   | 860.000.000   |
| 6    | Ấn Độ             | 5.005.000    | 300.300   | 660.660.000   |
| 7    | México            | 4.500.000    | 270.000   | 594.000.000   |
| 8    | Guatemala         | 4.000.000    | 240.000   | 528.000.000   |
| 9    | Perú              | 3.500.000    | 210.000   | 462.000.000   |
| 10   | Honduras          | 2.700.000    | 162.000   | 356.400.000   |
| 11   | Uganda            | 2.500.000    | 150.000   | 330.000.000   |
| 12   | Bờ Biển Ngà       | 2.350.000    | 141.000   | 310.200.000   |
| 13   | Costa Rica        | 1.808.000    | 108.480   | 238.656.000   |
| 14   | El Salvador       | 1.374.000    | 82.440    | 181.368.000   |
| 15   | Nicaragua         | 1.300.000    | 78.000    | 171.600.000   |
| 16   | Papua New Guinea  | 1.125.000    | 67.500    | 148.500.000   |
| 17   | Ecuador           | 1.000.000    | 60.000    | 132.000.000   |
| 18   | Thái Lan          | 1.000.000    | 60.000    | 132.000.000   |
| 19   | Tanzania          | 917.000      | 55.020    | 121.044.000   |
| 20   | Cộng hòa Dominica | 900.000      | 54.000    | 118.800.000   |

- Ghi chú: Mỗi bao có khối lượng 60 kilogram